# Skate Vibration
Skate Vibration é o quarto DVD da banda brasileira Charlie Brown Jr., lançado em 2005. O DVD traz uma performance gravada ao vivo pela banda, sem plateia, no dia 6 de novembro de 2005, na inauguração do Chorão Skate Park, pista de skate indoor criada por Chorão em Santos, além de nove faixas extraídas do álbum Imunidade Musical, com imagens de shows e bastidores.
No Brasil, vendeu mais de 25 mil cópias, sendo certificado como Disco de Ouro pela ABPD.

## Faixas

### Skate Vibration
1. Skate Vibration
2. Tamo Aí na Atividade
3. Mantenha a Dúvida e Espere Até Ouvir Falar de Nós
4. Go Skate or Go Home
5. Vícios e Virtudes
6. Vivendo Nesse Absurdo
7. Champanhe e Água Benta
8. O Futuro é Um Labirinto pra Quem Não Sabe o Que Quer
9. Skateboard Jam Session (feat. Rajja de Santos)
10. EBow

### Lado B
1. Lutar Pelo Que é Meu
2. Onde Não Existe a Paz, Não Existe o Amor
3. O Mundo Explodiu Lá Fora
4. Liberdade Acima de Tudo
5. Onde Está o Mundo Bom? (Living in L.A.)
6. No Passo a Passo
7. É Quente
8. Ela Vai Voltar (Todos os Defeitos de Uma Mulher Perfeita)
9. Pra Não Dizer que Não Falei das Flores (Geraldo Vandré cover)

## Formação
- Chorão: vocal
- Thiago Castanho: guitarra
- Pinguim: bateria
- Heitor Gomes: baixo